# تخریب گورستان اعدام‌شدگان ۱۳۶۷ در اهواز
تخریب گورستان اعدام‌شدگان ۱۳۶۷ در اهواز به منظور از بین بردن آثار گورهای دسته‌جمعی زندانیانی است که به صورت صحرایی اعدام شده‌اند.
سازمان عفو بین‌الملل و عدالت برای ایران در اول ژوئن ۲۰۱۷ طی بیانیه مشترکی اعلام کردند: «... تخریب در محل یک گورستان در اهواز در جنوب ایران که حاوی بقایای اجساد حداقل ۴۴ نفر است که به صورت صحرایی اعدام شدند یک سند پزشکی قانونی و حیاتی را از بین می‌برد و فرصتها برای رسیدگی قضایی و تحقق عدالت در مورد کشتار زندانیان که در سراسر کشور در ۱۹۸۸ انجام شده از بین می‌رود.»
عفو بین‌الملل سند تصویری و ویدئویی که توسط گروه ان.جی. او عدالت برای ایران فراهم شده را بررسی کرده و نتیجه نشان می‌دهد که بولدوزرها روی یک پروژه ساختمانی درست در کنار این گور جمعی در اهواز کار می‌کنند و علاوه بر این توده‌ای از مصالح آشغال و ساختمانی در اطراف این گور جمعی دیده می‌شود.
گورهای دسته‌جمعی زندانیان سیاسی اهواز در تکه زمینی بایر در سه کیلومتری شرق گورستان بهشت‌آباد این شهر واقع شده‌است. مقامات اهواز بعد از دفن پیکرها، بلافاصله سطح گورهای جمعی را با سیمان پوشاندند.

## شاهدان
خانواده‌های قربانیان از طریق کارگران ساختمان و برخی از رانندگان لودرها دریافتند که طرح این است که این بلوک‌های سیمانی که موقعیت گور دسته‌جمعی را مشخص می‌کند صاف شده و یک ساختمان روی آن ساخته شود.

## واکنش‌ها
مگدلانا مغربی، معاون بخش خاورمیانه و آفریقای عفو بین‌الملل گفت: «با تخریب گورهای جمعی در اهواز به نظر می‌رسد مقامات به‌طور بدخواهانه و عامدانه تلاش دارند که آثار جنایت‌های گذشته‌شان را از بین ببرند و خانواده‌های قربانیان کشتار سال ۱۳۶۷ را از حقوق‌شان در زمینه حقیقت، عدالت و جبران خسارت محروم کنند. این یک تعرض آشکار نسبت به عدالت است که باید فوراً متوقف شود».
شادی صدر مدیر عدالت برای ایران گفت: «طی سالیان گذشته مقامات درد و رنج غیرقابل تحملی را به خانواده‌های قربانیان اعدام‌های فراقضایی سال ۱۳۶۷ تحمیل کرده‌اند. آن‌ها خانواده‌ها را از حق دفن محترمانه عزیزان شان محروم کرده و آن‌ها را مجبور کرده‌اند که برای بازدید از مزار عزیزان شان از میان تپه‌های زباله‌ها عبور کنند. حالا هم قصد کرده‌اند که آرامگاه قربانیان را نابود و خاطرهٔ آن‌ها را از تاریخ محو کنند.»
مقامات حکومت ایران هیچ اظهارنظری حول این واقعه اهواز عنوان نکرده‌اند.

## پیشینه
اعدام‌های جمعی و صحرایی زندانیان سیاسی در ۱۹۸۸ میلادی تحت عنوان قتل‌عام زندانیان سیاسی انجام شد.
بنا به بیانیه عفو بین‌الملل در اعدام‌های سال ۱۹۸۸ (سال ۱۳۶۷ شمسی) زندانیان سیاسی را از سراسر کشور گرد آوردند و آن‌ها را بدون داشتن وسایل ارتباطی محبوس کردند به نحوی که ماه‌ها بعد از آن، هیچ خبری از آن‌ها شنیده نشد. خبرهایی در میان خانواده‌های آن‌ها دست به دست می‌شد مبنی بر اینکه زندانیان به صورت گروهی اعدام می‌شوند و اجسادشان در گورهای جمعی یا بی‌نام و نشان دفن می‌گردند. به خانواده‌ها بطور شفاهی گفته می‌شد که وابستگانشان کشته شده‌اند اما اجسادشان را تحویل نمی‌دادند و در اغلب موارد، محل دفن آن‌ها فاش نمی‌شد.
اکثریت بزرگی از آن‌هایی که کشته شدند، تا قبل از آن، سال‌ها در زندان بودند، آن هم اغلب، به خاطر استفاده مسالمت‌آمیز از حقوق خود در توزیع نشریه یا بروشور، شرکت در تظاهرات‌های مسالمت‌آمیز ضد دولتی یا داشتن وابستگی عینی یا ذهنی به گروه‌های مختلف اپوزیسیون سیاسی. برخی از آنها، پیشتر، احکام خود را سپری کرده بودند، اما به دلیل اینکه حاضر به توبه نبودند، آزاد نشدند.
تا این تاریخ، هیچ مقام ایرانی بخاطر این اعدام‌های فراقانونی، مورد تحقیق یا کشیده شدن به پای میز عدالت قرار نگرفته‌است. برخی از مرتکبین مظنون، همچنان مواضع سیاسی یا سایر مواضع پرنفوذ از قبیل قضاییه را اشغال کرده‌اند.